# 安杰伊·瑟佩特科夫斯基
安杰伊·瑟佩特科夫斯基（波蘭語：Andrzej Sypytkowski，1963年10月14日—），波兰男子自行车运动员。他曾代表波兰参加1988年和1992年夏季奥林匹克运动会自行车比赛，其中1988年奥运会获得一枚银牌。